# 감자 (1987년 영화)
《감자》는 1987년에 개봉한 대한민국의 영화이다.

## 캐스팅
- 강수연 : 복녀 역
- 김인문 : 서 서방 역
- 이대근 : 왕 서방 역
- 김형자
- 최인숙
- 조주미
- 장혁
- 이성웅
- 성민
- 김경란
- 정미경
- 김정희
- 최재호
- 양택조
- 김기범
- 안진수
- 김애라
- 김지영
- 박예숙
- 강민경
- 김종칠
- 모종호
- 양규명
- 박종설